# Gloria (album des Prêtres)
Pour les articles homonymes, voir Gloria.
Albums de Les Prêtres
Spiritus Dei Amen
Gloria est un album du groupe Les Prêtres.

## Titres de l'album
1. Glorificamus Te
  - Paroles de Jean-Michel Di Falco
  - Musique de Piotr Ilitch Tchaïkovski (Le Lac des cygnes)
2. Savoir aimer
  - Paroles et musique de Florent Pagny, Pascal Obispo et Lionel Florence, accompagnés par "Les 500 choristes ensemble", dirigés par Jacky Locks.
3. Les Lacs du Connemara
  - Paroles et musique de Michel Sardou, Jacques Revaux et Pierre Delanoë
4. Le Vent de l'espoir
  - Paroles de Jenny Johns, Yann Ludwig et Claude Lemesle
  - Musique de Ludwig van Beethoven (L'Hymne à la joie)
5. Puisque tu pars
  - Paroles et musique de Jean-Jacques Goldman
6. Au commencement
  - Paroles de Jean-Michel Di Falco
  - Musique de Maurice Ravel (le Boléro)
7. Je vous salue Marie
  - Paroles de Francis Jammes
  - Musique de Georges Brassens
8. Mon vieux
  - Paroles de Michelle Senlis et musique de Jean Ferrat
9. Je cherche ton visage
  - Texte lu par Jean-Michel Di Falco
10. Mon enfant est parti
  - Paroles de Jean-Michel Di Falco
  - Musique de Ludwig van Beethoven (2e mouvement de la sonate pour piano no 8 dite « Pathétique »)
11. L'Indifférence
  - Paroles et musique de Gilbert Bécaud
12. Prière à Marie
  - Paroles et musique de Michel Jourdan, Jean-Michel Di Falco et Pierre Porte
13. Douce nuit
  - Musique de Franz Xaver Gruber
14. Aux amis de Spiritus Dei
  - Texte lu par Les Prêtres et Jean-Michel Di Falco

## Certifications
Dès la première semaine, l'album est classé numéro 1 dans le classement officiel des ventes d'albums en France.
| Pays     | Certifications | Ventes  |
| -------- | -------------- | ------- |
| France   | Diamant        | 520 000 |
| Belgique | Or             | 15 000  |